# Inos sinma Sevojno
Inos sinma Sevojno (code BELEX : INOS) est une entreprise serbe qui a son siège social à Sevojno, près d'Užice. Elle travaille dans le secteur  du recyclage.

## Histoire
Inos sinma Sevojno a été créée en 1951 sous le nom de Otpad.
La société a été admise au libre marché de la Bourse de Belgrade le 25 juin 2004 ; elle en a été exclue le 21 mai 2012 et a été admise au marché réglementé.

## Activités
Inos sinma Sevojno collecte et recycle des déchets provenant de la métallurgie des métaux ferreux et des métaux non ferreux. Elle assure aussi la commercialisation des pièces ainsi retraitées, notamment des feuilles ou des plaques d'aluminium, de cuivre et de zinc, ainsi que des tubes de fer etc.

## Données boursières
Le 24 juin 2013, l'action de Inos sinma Sevojno valait 1 370 RSD (11,97 EUR). Elle a connu son cours le plus élevé, soit 1 370 RSD (11,97 EUR), le 24 janvier 2013 et son cours le plus bas, soit 210 RSD (1,83 EUR), le 3 décembre 2003.
Le capital de Inos sinma Sevojno est détenu à hauteur de 82,14 % par des entités juridiques, dont 77,08 % par Dijamant Vidić d.o.o. ; les personnes physiques en détiennent 16,17 %.